# 진 정공 (영진)
정공(竫公, ? ~ 기원전 718년)은 춘추시대 진(秦)나라의 태자이며, 추존 군주이다. 문공(文公)의 아들이다.

## 생애
정공(竫公)은 문공(文公)의 아들로 생전에 태자 자리에 있었다. 그러나 기원전 718년 정공이 졸하였고, 그 자리를 정공의 장남인 립(立)이 태자 자리를 이어 받아 문공 사후 기원전 716년 진나라 군주 진 헌공(秦 憲公)이 되었다.